# Elattoneura lapidaria
Elattoneura lapidaria  (лат.) — вид стрекоз из семейства плосконожки (Platycnemididae).
Экваториальная Африка: Зимбабве (Chimanimani National Park).

## Описание
Мелкого размера стрекозы (окраска буровато-чёрная с жёлтыми отметинами). Длина тела 3-4 см, крылья около 2 см. Обнаружены вдоль открытых горных  речных потоков на высотах от 1500 до 1600 м.
Вид был впервые описан в 2015 году в ходе ревизии африканских стрекоз, проведённой энтомологами Клаасом Дийкстра (Klaas-Douwe B. Dijkstra; Naturalis Biodiversity Center, Лейден, Нидерланды), Йенсом Киппингом (Jens Kipping; BioCart Environmental Consulting, Taucha/Лейпциг, Германия) и Николасом Мезьером (Nicolas Mézière; Куру, Французская Гвиана). Видовое название происходит от латинского слова означающего «принадлежащий к камням» из-за поведения имаго, сидящих на камнях у речек.